# Freiburger Rundbrief
Der Freiburger Rundbrief (seit 2017 Zeitschrift für christlich-jüdische Begegnung im Kontext (ZfBeg)) ist eine 1948 gegründete Zeitschrift mit Sitz in Freiburg im Breisgau. Das Blatt widmet sich insbesondere dem jüdisch-christlichen Dialog. 

## Geschichte
Der Freiburger Rundbrief wurde von Gertrud Luckner und einem kleinen Kreis engagierter Katholiken in Freiburg im Breisgau gegründet. Zu dem Kreis gehörten unter anderem Karl Siegfried Bader, Bernhard Welte, Rupert Gießler und der Freiburger Domkapitular Alois Eckert. Ursprünglich hatte der Kreis ein Hirtenwort der deutschen Bischöfe gegen den neu aufkeimenden Antisemitismus formuliert, doch dann dieses Vorhaben wieder verworfen. Stattdessen einigte man sich, eine zunächst in unregelmäßigen Abständen, später jährlich erscheinende Korrespondenz „zur Förderung der Freundschaft zwischen dem alten und neuen Gottesvolk – im Geist der beiden Testamente“ herauszugeben, den Freiburger Rundbrief. Die Erstausgabe erschien zum Katholikentag 1948 in Mainz.
In theologischen Fragen prägte besonders Karl Thieme den Freiburger Rundbrief. Nach seinem Tod 1963 beriet unter anderem der Dominikaner Willehad Paul Eckert die Zeitschrift, die Luckner als Schriftleiterin bis 1986 redigierte.
Nachdem Luckner als Schriftleiterin ausgeschieden war, wurde das Erscheinen 1986 zunächst eingestellt. Von 1993 bis 2016 erschien die Zeitschrift vierteljährlich als Freiburger Rundbrief mit dem Untertitel: Neue Folge. Zeitschrift für christlich-jüdische Begegnung. 2017 änderte der Verein Freiburger Rundbrief den Titel der Nachfolgezeitschrift in Zeitschrift für christlich-jüdische Begegnung im Kontext (ZfBeg). Die Zeitschrift gehört zu den häufig zitierten theologischen Zeitschriften im Bereich Interreligiöser Dialog.
Schwerpunktthemen sind der Umgang der christlichen Kirchen mit dem Judentum, verbunden mit einer kritischen Auseinandersetzung mit dem Antisemitismus.